# 亞瑟·德·雷蒙·潘佛
亞瑟·德·雷蒙·潘佛，F.C.S.，F.I.C.，F.M.A.，F.R.A.C.I.，J.P.[?]，（1890年8月4日—1980年6月16日），是一名澳洲植物化學家、工業化學家、博物館學家。潘佛少時因經濟拮据而被迫輟學，先後在油漆公司擔任勤雜工和簿記員，期間對日常工作接觸到的化學品產生好奇，於是報讀晚間化學課程，後來逐漸把化學科研確立為人生的唯一志向。他對植物化學和工業化學皆有貢獻，並出任了不少學術管理工作，並為澳洲的博物館帶來創新。

## 早年生平及教育
潘佛在1890年8月4日生於澳洲悉尼，幼年居於悉尼東郊的薩里山市郊，在普通學校接受教育。他的父親於1891年3月破產，其後在1901年10月去世，得年37歲。喪父後，潘佛一家經濟拮据，潘佛被迫在14歲輟學，到油漆公司吉星洋行（Wilkinson, Heywood & Clark Ltd.）擔任勤雜工，負責跑腿、買小吃、買香煙等地位較低下的職務，每周的薪酬為五先令；他於1906年轉到另一家油漆代理商M. H.劳克伦公司（M. H. Lauchlan & Co.）工作，學會了簿記後迅速升職為簿記員，其後在1908年晉升為會計師。
潘佛在油漆公司的工作牽涉到油漆、油、樹脂、顏料、清漆等物品，他對這些化學品背後的化學原理和技術產生好奇，並決心要「學會所有可以學習的事物」，不想安分地坐守現今的工作。因此，他在1908年報讀了悉尼技術學院的晚間化學課程，此後經常在學院得到獎項。當中，化學家亨利·喬治·史密斯的講課激发潘佛開始研究植物化学物质，尤其是研究精油的化學構成和機理。潘佛在悉尼技術學院的首年課程由M. H.劳克伦公司的經理墊支；其後，由於潘佛在年度考試中名列前茅，他獲豁免學費。
通過學習，潘佛成為了油類方面的專家，並投身化學研究，體會到研究工作帶來的興奮和愉悅，從而把化學科研確立為人生的唯一志向。1915年，潘佛受僱於一所名為吉拉德·戈登有限公司的桉树油提炼厂，擔任研究化學家和助理厂长。

## 對化學的貢獻

### 植物化學相關

百里酚的結構式

潘佛對植物化學的貢獻大多是關於澳洲植物萃取出來的精油，他成功分離植物中的新化合物，並研究它們的性質，贏得澳洲國外的關注和認同。潘佛發表了數百篇原创性论文，其中最少82篇论文主要刊於新南威爾斯皇家學會出版的《新南威爾斯皇家學會學報及會刊》，不少论文是與化學家弗蘭克·理查德·莫里森（Frank Richard Morrison）合作撰寫而成。他也為化學家歐內斯特·康特（Ernest Guenther）出版的著作《精油》（The Essential Oils，共六期）撰文。
潘佛亦在植物中發現了一些已有的化合物，例如：
| 化合物                   | 植物     | 植物生長的地區   |
| ------------------------ | -------- | ---------------- |
| 檸檬油                   | 澳洲灌木 | 澳洲             |
| 澳洲胡桃油               | 不詳     | 夏威夷           |
| 香草精                   | 淚柏     | 澳洲塔斯曼尼亞州 |
| 百里酚                   | 柳香桃   | 不詳             |
| 4-异丙基苯酚             | 小桉樹   | 不詳             |
| 一種可提煉樟腦的化合物   | 蓋節拉木 | 澳洲昆士蘭州     |
| 一種用於消毒藥水的化合物 | 千層樹   | 澳洲新南威爾士州 |

他研究了這類從植物中萃取的化合物，例如在1921年，潘佛指出了胡椒酚的結構、以及從胡椒酚合成出薄荷醇和百里酚的方法；當中，他對合成薄荷醇的研究成功打破日本壟斷薄荷醇市場的局面。在1920年代至1930年代，潘佛發表了一系列論文，闡述澳洲茶樹精油的高度抗菌活性。除了研究化合物性質外，潘佛也研究了不同植物品種在化學上的差異。他還研發從桉樹副產品製造汽車燃料、以及從新南威爾士州相思樹提取樹膠的方法，這些研究都具有戰時價值。
潘佛與林業部門、司法部門合作，推動在新南威爾士州沿海城鎮坦卡里的坦卡里監獄（Tuncurry Prison Camp）種植一種千層樹；這種千層樹帶檸檬香味，潘佛打算把香味用於商業用途，製造上乘香水。他也參與了推動在澳洲種植油桐樹的計劃，設立種植園，旨在令澳洲的桐油供應不依賴進口。
潘佛亦對藥劑學有所建樹，因為他成功發現薄荷醇和百里酚的合成方法，加上一些澳洲精油也具備藥用價值。因此，潘佛獲新南威爾士州藥劑學學會（後合併至澳洲藥劑學學會）授予終生會員稱號，並受邀出席該學會在1935年的百年紀念會議。

### 工業化學相關
在第二次世界大戰時，潘佛具有遠見，把眼光放到戰事結束後，希望澳洲在戰後能夠以煤的毀餾為基礎，與塑膠、合成橡膠主導的新時代接軌，達到自給自足。他在1943年獲任命為新南威爾斯州塑料諮詢委員會（Plastics Advisory Committee）的委員，並在1945年以新南威爾斯州的名義出訪美國、加拿大和歐洲，考察這些地方的塑料工業發展，並就塑料工業從業員的培訓事宜提供意見。潘佛自1955年起在澳洲塑料生產商孟山都公司工作了數年。他又曾在1961年至1964年擔任澳洲塑料研究所（Plastics Institute of Australia）的技術秘書，並獲授予終生會員稱號。
潘佛少年時曾為油漆公司工作，日後仍對油漆化學保持興趣，他發表的第一篇論文便以〈商業鉛丹的化學分析〉為題。潘佛是澳洲標準組織的創會成員，並領導組織裡一個處理鍍膜標準的委員會。他於1946年獲選為英國油類與油漆化學家協會（Oil & Colour Paint Chemists' Association）澳洲分部的創會主席，在1947年至1948年出任該會新南威爾斯州分支的主席，並在1956年獲選為協會的榮譽會員。

### 學術管理工作

#### 出任科技相關公職
第二次世界大戰期間的1942年，潘佛獲任命為新南威爾斯州聯邦政府科学联络局（Scientific Liaison Bureau）副局長，負責確保戰時的科學問題能循正確渠道處理、由最具資格的科學家解決，同時亦要在公眾與科學界、技術界、工業界之間擔當橋樑角色。他亦在前一年獲委任為科學與工業研究議會（聯邦科學與工業研究組織前身）的成員。

#### 參與化學或科學組織
潘佛是悉尼技術學院（新南威爾斯皇家學會前身）的創立者之一，在1913年至1948年擔任該會的榮譽秘書，1935年出任新南威爾斯皇家學會會長。他又在澳洲皇家化學學院創立翌年的1918年成為會員，1924年成為院士。1949年，潘佛在澳洲和新西蘭科學促進會的會議上擔任講師。

#### 化學教育
潘佛曾與植物學家同事合作撰寫知名教科書《桉樹：植物學、栽種、化學和應用》（The Eucalypts: Botany, Cultivation, Chemistry, and Utilization），此書在1961年出版。

## 對博物館學的貢獻
潘佛在1919年10月獲政府任命為技術博物館（1950年更名為應用藝術與科學博物館，主要分館為動力博物館）的助理經濟化學家（Assistant Economic Chemist），作為亨利·喬治·史密斯的助理，翌年接替退休的史密斯，成為博物館的經濟化學家。他在1927年擢升為策展人，1948年升為館長，直至1955年退休。
潘佛為澳洲的博物館展示技術帶來創新，他在1930年代引進荧光照明技術，1950年在博物館建起了澳洲首個天象儀。此外，技術博物館在1930年代開始收藏的塑膠藏品系列主要是由潘佛促成，該系列包含不同的塑膠原材料和製成品，至今仍保存於動力博物館。
潘佛在1936年出席了澳大利亞和新西蘭博物館和藝廊會議，其後在翌年成立的澳洲博物館協會（Museums Association of Australia，其後合併成為現機構）擔任司庫，至1955年卸任，並獲授予榮譽院士稱號。他又在1938年得到紐約卡內基公司的獎金，赴歐美考察科學博物館。潘佛一直致力推動由信托管理博物館，最終成功立法，有關法令在1945生效。

## 榮譽
1934年，澳洲皇家化學學院向潘佛頒發亨利·喬治·史密斯紀念獎（Henry George Smith Memorial Award），以獎勵他對澳洲精油的化學研究。1951年，潘佛獲頒新南威爾斯皇家學會獎章，以獎勵他對學會和科學兩者的貢獻。他又在1954年獲美國化學學會授予弗里切獎（Fritzsche award），獎品包括金獎章和1,000美元獎金（約等同現今的11,738美元）。
以下列出潘佛所獲榮譽頭銜的全稱及縮寫：^ 
- 化學學會（英语：Chemical Society）院士（F.C.S.）
- 皇家化學研究所（英语：Royal Institute of Chemistry）院士（F.I.C.）
- 博物館協會（英语：Museums Association）特別會員（F.M.A.）
- 澳洲皇家化學學院院士（F.R.A.C.I.）
- 新南威爾斯州太平紳士（J.P.）

## 個人生活和性格
潘佛信奉基督教聖公宗。在工作方面，他為人機警，思維敏捷，記憶力好，工作效率和能力皆高，才幹遠超常人。在交際方面，潘佛待人通常和藹友善，大方且樂於助人，而且很具幽默感，常常令博物館的工作氣氛活躍起來。他最重視勤奮、效率和準時，如果別人達不到這些準則，他就會被惹怒，但是怒氣來也快、去也快，不消一會便回復友善。接受傳媒採訪時，潘佛說話如連珠炮發，神色愉快。
潘佛熱愛遊歷，曾到訪澳洲國內外的不同地方，作觀察和記錄。在第二次世界大戰前一段時間，他遊覽歐洲多國，到納粹德國觀察寬闊的戰時用高速公路、洛伊納的巨型煤液化工廠，到意大利參觀一座遠比澳洲先進的人工羊毛廠，到英國倫敦考察技術發展、在當地人群起歡迎下為英國防空組織宣傳；他本來還打算到訪捷克斯洛伐克，但在德國科學家朋友的勸阻下打消想法，因而與數天後的戰事（德國出兵）擦身而過。
潘佛重視健康，反對吸煙，身材瘦削。健談的他雖不會觀賞板球對抗賽，但可以與別人談論板球球員。

## 家庭
亞瑟·德·雷蒙·潘佛的父親名為大衛·德·雷蒙·潘佛（David de Ramon Penfold，1864年－1901年），母親名為伊利沙白·伊曼紐爾（Elizabeth Emanuel，1866年－1937年），兩人於1889年4月在圣雅各教堂成婚。亞瑟是長子，三個弟弟分別名為维克托（Victor）、西德尼（Sidney）、雷蒙（Ramon）。
潘佛在1915年8月與來自艾士菲的埃尼斯·吉爾伯特·加德納（Eunice Gilbert Gardner）結婚，兩人的婚禮在圣雅各教堂由弗朗西斯·文特沃思-謝爾茲牧師見證下舉行。兩人育有一女，名為杜爾西·喬伊·潘佛（Dulcie Joy Penfold），她亦是博物館學家。埃尼斯在1957年逝世後，她的姊妹洛娜·梅·加德納（Lorna May Gardner）於1959年6月在達令赫斯特結婚，兩人沒有子女。

## 逝世及安葬
潘佛晚年在澳洲坎培拉的阿拉姆比護理院（Allambee Nursing Home）度過，並於1980年6月16日在護理院逝世，終年89歲。他的遺體以聖公宗儀式進行私人火葬，骨灰安置於新南威爾士州北萊德的北郊紀念花園。

## 紀念
潘佛在1950年委託W. J.製造公司（W. J. Manufacturing Co. Pty. Ltd.）為他製作半身像，半身像由弗雷德里克·福克斯（Frederick Fuchs）設計，以酚醛樹脂製成；潘佛在1955年退休時把半身像送給霍華德·麥克恩（Howard McKearn），後來麥克恩在1988年把它捐贈予動力博物館，令半身像在博物館保存至今。
除了半身像外，動力博物館亦有多項與潘佛有關的收藏，包括：
- 由他撰寫、關於植物精油的實驗筆記和研究檔案
- 他的文章、通訊、商業筆記、報告
- 他曾使用的放大鏡

### 引用
1. 1 2 3 4 5 6 7 8 9 10 11 12 13 14 15 16 17 18 19 20 21 22 23 24 25 26 27  McKern 1988.
2. 1 2  New South Wales Government Gazette 1891.
3. 1 2 3 4 5 6 7 8 9  Smith's Weekly 1932.
4. 1 2 3  The Sydney Morning Herald 1901.
5. 1 2 3 4 5 6 7 8 9 10 11 12 13 14 15 16 17 18 19 20 21  McKern 1980.
6. 1 2  Sadgrove & Jones 2015.
7. 1 2 3 4 5 6 7 8  The Sun 1943.
8. ↑  Commonwealth of Australia Gazette 1941.
9. ↑  Government Gazette of the State of New South Wales 1919.
10. 1 2  Museum of Applied Arts & Sciences.
11. 1 2  HeavenAddress.
12. ↑  New South Wales Government Gazette 1934.
13. ↑  The Sydney Morning Herald 1890.
14. ↑  The Sydney Morning Herald 1937.
15. ↑  The Sydney Morning Herald 1915.
16. 1 2  The Canberra Times 1890.
17. ↑  Encyclopedia of Australian Science 2015.
18. ↑  . International Plant Names Index.

### 文獻

#### 書籍、百科全書及期刊
- McKern, H. H. G. .  11. 1988  [2017-06-30]. （原始内容存档于2012-11-28）.
- Merrin, Archibald C.  59. G. Street & Company. 1968.
- McKern, H. H. G. . Journal and Proceedings of the Royal Society of New South Wales (Royal Society of New South Wales). 1980, 113.
- Sadgrove, Nicholas; Jones, Graham. Muraleedharan G., Nair , 编. . Agriculture. 2015, 5 (1)  [2017-04-09]. doi:10.3390/agriculture5010048. （原始内容存档于2017-04-09）.
- Sweet, Jonathan. . Asia Pacific Journal of Arts & Cultural Management (University of South Australia). 2006, 4 (1): 209–218  [2017-06-30]. ISSN 1449-1184. （原始内容存档于2017-02-19）.

#### 網頁
- . Encyclopedia of Australian Science. 2015  [2017-04-09]. （原始内容存档于2017-04-09）.
- . HeavenAddress.   [2017-06-25]. （原始内容存档于2017-06-25）.
- . Museum of Applied Arts & Sciences.   [2017-04-08]. （原始内容存档于2017-04-08）.

#### 新聞報導及原始資料
- . The Sydney Morning Herald. 1890-03-08  [2017-04-08]. （原始内容存档于2019-02-22）.
- . New South Wales Government Gazette. 1891-03-13  [2017-04-08]. （原始内容存档于2019-02-22）.
- . The Sydney Morning Herald. 1901-10-14  [2017-04-08]. （原始内容存档于2019-02-22）.
- . The Sydney Morning Herald. 1915-09-18  [2017-04-08]. （原始内容存档于2019-02-22）.
- . Government Gazette of the State of New South Wales. 1919-10-03  [2017-07-01]. （原始内容存档于2019-02-22）.
- . Smith's Weekly. 1932-12-17  [2017-04-09]. （原始内容存档于2019-02-22）.
- . New South Wales Government Gazette. 1934-12-11  [2017-04-08]. （原始内容存档于2019-02-22）.
- . The Sydney Morning Herald. 1937-06-23  [2017-04-08]. （原始内容存档于2019-02-22）.
- . Commonwealth of Australia Gazette. 1941-02-06  [2017-06-27]. （原始内容存档于2019-02-22）.
- . The Sun. 1943-05-23  [2017-04-09]. （原始内容存档于2019-02-22）.
- . New South Wales Government Gazette. 1956-02-17  [2017-04-08]. （原始内容存档于2019-02-22）.
- . The Canberra Times. 1980-06-18  [2017-04-08]. （原始内容存档于2019-02-22）.